# Sân bay Kaya
Sân bay Kaya (IATA: XKY, ICAO: DFCA) là một sân bay ở Kaya, Burkina Faso.